# Bruinstuittapaculo
De bruinstuittapaculo (Scytalopus latebricola) is een zangvogel uit de familie Rhinocryptidae (tapaculo's).

## Verspreiding en leefgebied
Deze soort is endemisch in noordelijk Colombia.

## Status
De grootte van de populatie is niet gekwantificeerd maar de soort wordt omschreven als vrij algemeen tot plaatselijk talrijk. De trend is stabiel maar omdat het verspreidingsgebied erg klein is heeft deze soort op de Rode lijst van de IUCN de status gevoelig.